# Alsangelisca takeuchii
Alsangelisca takeuchii är en tvåvingeart som först beskrevs av Ito 1951.  Alsangelisca takeuchii ingår i släktet Alsangelisca och familjen borrflugor. Inga underarter finns listade i Catalogue of Life.